# Henk Kastein

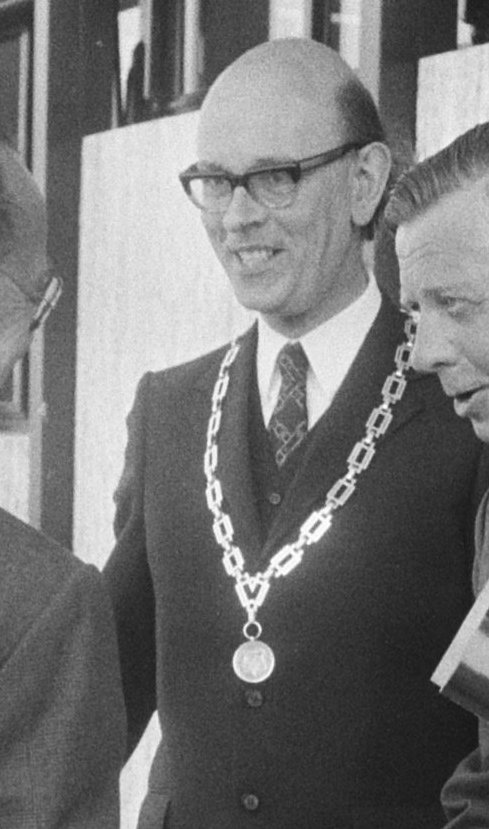
Burgemeester H.J. Kastein (1975)

Hendrik Jan (Henk) Kastein (Grootebroek, 5 december 1925 – Naarden, 15 februari 2013) was een Nederlands politicus van de PvdA.
Hij was werkzaam bij de gemeente Wijdenes voor hij gemeentesecretaris van Buren werd. In mei 1959 werd Kastein de burgemeester van Ilpendam en in 1972 volgde zijn benoeming tot burgemeester van Naarden wat hij tot zijn pensionering zou blijven. Begin 2013 overleed hij op 87-jarige leeftijd.